# Natação no Campeonato Mundial de Esportes Aquáticos de 2011 - 50 m peito masculino
A prova dos 50 metros nado peito masculino da natação no Campeonato Mundial de Esportes Aquáticos de 2011 ocorreu nos dias 26 de julho e 27 de julho no Shanghai Oriental Sports Center  em Xangai.

## Recordes
Antes desta competição, os recordes mundiais e do campeonato nesta prova eram os seguintes:
| Tipo                  | Atleta                | Tempo | Local | Data                |
| --------------------- | --------------------- | ----- | ----- | ------------------- |
|                       | Cameron van der Burgh | 26.67 | Roma  | 29 de julho de 2009 |
| Recorde do campeonato | Cameron van der Burgh | 26.67 | Roma  | 29 de julho de 2009 |

## Medalhistas
| Ouro                      | Prata                | Bronze                      |
| Felipe França Silva (BRA) | Fabio Scozzoli (ITA) | Cameron van der Burgh (RSA) |

## Resultados

### Eliminatórias
51 nadadores  de 48 nações participaram da prova. Os 16 melhores competidores se classificaram para as semifinais. 
| Pos. | Bateria | Raia | Nadador               | Nacionalidade  | Tempo | Notas |
| ---- | ------- | ---- | --------------------- | -------------- | ----- | ----- |
| 1    | 6       | 4    | Felipe França Silva   | Brasil         | 27.19 | Q     |
| 2    | 5       | 3    | Matjaž Markič         | Eslovênia      | 27.36 | Q     |
| 3    | 7       | 5    | Damir Dugonjič        | Eslovênia      | 27.47 | Q     |
| 4    | 7       | 6    | Mark Gangloff         | Estados Unidos | 27.49 | Q     |
| 5    | 6       | 6    | Alexander Dale Oen    | Noruega        | 27.51 | Q,    |
| 6    | 6       | 2    | Glenn Snyders         | Nova Zelândia  | 27.52 | Q,    |
| 7    | 7       | 4    | Cameron van der Burgh | África do Sul  | 27.58 | Q     |
| 8    | 5       | 4    | Hendrik Feldwehr      | Alemanha       | 27.67 | Q     |
| 9    | 6       | 3    | Dragos Agache         | Roménia        | 27.75 | Q     |
| 10   | 6       | 5    | Fabio Scozzoli        | Itália         | 27.84 | Q     |
| 10   | 7       | 7    | Aleksandr Triznov     | Rússia         | 27.84 | Q     |
| 12   | 4       | 6    | Petr Bartůněk         | Chéquia        | 27.86 | Q     |
| 13   | 5       | 5    | Brenton Rickard       | Austrália      | 27.89 | Q     |
| 14   | 6       | 7    | Čaba Silađi           | Sérvia         | 27.93 | Q     |
| 15   | 7       | 3    | Lennart Stekelenburg  | Países Baixos  | 27.95 | Q     |
| 16   | 7       | 8    | Vladislav Polyakov    | Cazaquistão    | 28.00 | Q     |
| 17   | 5       | 2    | Ryo Tateishi          | Japão          | 28.01 |       |
| 18   | 5       | 6    | Barry Murphy          | Irlanda        | 28.13 |       |
| 19   | 4       | 4    | Gu Biaorong           | China          | 28.14 |       |
| 20   | 6       | 1    | Giedrius Titenis      | Lituânia       | 28.14 |       |

| Ver o restante da classificação | Ver o restante da classificação | Ver o restante da classificação | Ver o restante da classificação | Ver o restante da classificação | Ver o restante da classificação | Ver o restante da classificação |
| Pos.                            | Bateria                         | Raia                            | Nadador                         | Nacionalidade                   | Tempo                           | Notas                           |
| ------------------------------- | ------------------------------- | ------------------------------- | ------------------------------- | ------------------------------- | ------------------------------- | ------------------------------- |
| 21                              | 4                               | 7                               | Edgar Crespo                    | Panamá                          | 28.15                           |                                 |
| 22                              | 5                               | 1                               | Mohammad Alirezaei              | Irão                            | 28.18                           |                                 |
| 23                              | 7                               | 2                               | Andrew Dickens                  | Canadá                          | 28.19                           |                                 |
| 24                              | 4                               | 1                               | Rodion Davelaar                 | Antilhas Holandesas             | 28.21                           |                                 |
| 25                              | 3                               | 4                               | Amini Fonua                     | Tonga                           | 28.23                           |                                 |
| 26                              | 4                               | 8                               | Nabil Kebbab                    | Argélia                         | 28.25                           | Recorde nacional                |
| 27                              | 6                               | 8                               | Malick Fall                     | Senegal                         | 28.33                           |                                 |
| 28                              | 4                               | 5                               | Dawid Szulich                   | Polónia                         | 28.34                           |                                 |
| 29                              | 4                               | 3                               | Filipp Provorkov                | Estónia                         | 28.39                           |                                 |
| 30                              | 4                               | 2                               | Jakob Dorch                     | Suécia                          | 28.42                           |                                 |
| 31                              | 7                               | 1                               | Valerii Dymo                    | Ucrânia                         | 28.44                           |                                 |
| 32                              | 5                               | 8                               | Iisakki Ratilainen              | Finlândia                       | 28.58                           |                                 |
| 33                              | 3                               | 5                               | Laurent Carnol                  | Luxemburgo                      | 28.63                           | Recorde nacional                |
| 34                              | 5                               | 7                               | Indra Gunawan                   | Indonésia                       | 28.81                           |                                 |
| 35                              | 3                               | 6                               | Tomas Klobucnik                 | Eslováquia                      | 28.95                           |                                 |
| 36                              | 3                               | 7                               | Julian Fletcher                 | Bermudas                        | 29.11                           |                                 |
| 37                              | 3                               | 3                               | Diego Santander                 | Chile                           | 29.85                           |                                 |
| 38                              | 2                               | 4                               | Mubarak Al-Besher               | Emirados Árabes Unidos          | 30.02                           |                                 |
| 39                              | 3                               | 1                               | Andrea Agius                    | Malta                           | 30.47                           |                                 |
| 40                              | 3                               | 2                               | Shajahan Ali                    | Bangladesh                      | 30.88                           |                                 |
| 41                              | 2                               | 7                               | Mamadou Fofana                  | Mali                            | 32.03                           |                                 |
| 42                              | 2                               | 2                               | Hemthon Ponloeu                 | Camboja                         | 33.48                           |                                 |
| 43                              | 2                               | 1                               | Fdingue Ekane                   | Camarões                        | 34.34                           |                                 |
| 44                              | 2                               | 6                               | Ganzi Mugula                    | Uganda                          | 34.38                           |                                 |
| 45                              | 2                               | 3                               | Ruslan Oliftaev                 | Tajiquistão                     | 37.56                           |                                 |
| 46                              | 3                               | 8                               | Abdoulrahman Mohamed Osman      | Djibuti                         | 37.60                           |                                 |
| 47                              | 1                               | 3                               | Yao Messa Roger Amegbeto        | Togo                            | 41.43                           |                                 |
| 48                              | 1                               | 4                               | Mohamed Mamaiv Sani             | Níger                           | 41.86                           |                                 |
| 49                              | 2                               | 5                               | Iourhanta Mohamed Osman         | Djibuti                         | 43.37                           |                                 |
| 50                              | 2                               | 8                               | Razak Marafa                    | Níger                           | 47.58                           |                                 |
| 51                              | 1                               | 5                               | Mohamed Camara                  | Guiné                           | DSQ                             |                                 |

### Semifinal
Estes são os resultados das semifinais. 

#### Semifinal 1
| Pos. | Raia | Nadador          | Nacionalidade  | Tempo | Notas |
| ---- | ---- | ---------------- | -------------- | ----- | ----- |
| 1    | 2    | Fabio Scozzoli   | Itália         | 27.37 | Q     |
| 2    | 6    | Hendrik Feldwehr | Alemanha       | 27.53 | Q     |
| 3    | 5    | Mark Gangloff    | Estados Unidos | 27.57 | Q     |
| 4    | 3    | Glenn Snyders    | Nova Zelândia  | 27.64 |       |
| 5    | 4    | Matjaž Markič    | Eslovênia      | 27.71 |       |
| 6    | 8    | Vlad Polyakov    | Cazaquistão    | 27.81 |       |
| 7    | 7    | Petr Bartůněk    | Chéquia        | 27.87 |       |
| 8    | 1    | Čaba Silađi      | Sérvia         | 27.89 |       |

#### Semifinal 2
| Pos. | Raia | Nadador               | Nacionalidade | Tempo | Notas |
| ---- | ---- | --------------------- | ------------- | ----- | ----- |
| 1    | 6    | Cameron van der Burgh | África do Sul | 26.90 | Q     |
| 2    | 4    | Felipe França Silva   | Brasil        | 26.95 | Q     |
| 3    | 3    | Alexander Dale Oen    | Noruega       | 27.33 | Q,    |
| 4    | 5    | Damir Dugonjič        | Eslovênia     | 27.51 | Q     |
| 4    | 8    | Lennart Stekelenburg  | Países Baixos | 27.51 | Q     |
| 6    | 2    | Dragos Agache         | Roménia       | 27.71 |       |
| 7    | 7    | Aleksandr Triznov     | Rússia        | 27.73 |       |
| 8    | 1    | Brenton Rickard       | Austrália     | 27.80 |       |

### Final
Estes são os resultados da final.
| Pos.              | Raia | Nadador               | Nacionalidade  | Tempo | Notas            |
| ----------------- | ---- | --------------------- | -------------- | ----- | ---------------- |
| Medalha de ouro   | 5    | Felipe França Silva   | Brasil         | 27.01 |                  |
| Medalha de prata  | 6    | Fabio Scozzoli        | Itália         | 27.17 | Recorde nacional |
| Medalha de bronze | 4    | Cameron van der Burgh | África do Sul  | 27.19 |                  |
| 4                 | 1    | Hendrik Feldwehr      | Alemanha       | 27.41 |                  |
| 5                 | 3    | Alexander Dale Oen    | Noruega        | 27.43 |                  |
| 6                 | 8    | Mark Gangloff         | Estados Unidos | 27.58 |                  |
| 7                 | 7    | Lennart Stekelenburg  | Países Baixos  | 27.65 |                  |
| 8                 | 2    | Damir Dugonjič        | Eslovênia      | 28.00 |                  |

Legenda
| Recorde mundial       | Recorde mundial (World record)               |                       | Recorde africano                      | Recorde africano (African) |                                           | Q | Classificado por posição (Qualified) |
| Recorde do campeonato | Recorde do campeonato (Championship record)  | Recorde da América    | Recorde da América (Americas)         | q                          | Classificado por melhor tempo (Qualified) |   |                                      |
| Melhor marca do ano   | Melhor marca do ano (World leading)          | Recorde asiático      | Recorde asiático (Asian)              | DNS                        | Não largou (Did not start)                |   |                                      |
| Recorde nacional      | Recorde nacional (National record)           | Recorde europeu       | Recorde europeu (European)            | DNF                        | Não terminou (Did not finish)             |   |                                      |
| Recorde pessoal       | Recorde pessoal do atleta (Personal best)    | Recorde da Oceania    | Recorde da Oceania (Oceania)          | DSQ / DQ                   | Desclassificado (Disqualified)            |   |                                      |
| Recorde da temporada  | Recorde da temporada do atleta (Season best) | Recorde sul-americano | Recorde sul-americano (South America) | NM                         | Sem marca (No mark)                       |   |                                      |